# 单齿瘤蟹
单齿瘤蟹（学名：Phymodius ungulatus）为扇蟹科瘤蟹属的动物。分布于从夏威夷到红海、非洲东岸、广泛地分布于印度-西太平洋区以及中国大陆的西沙群岛等地，生活环境为海水，主要栖息于珊瑚礁丛中。